# Józefa Graszka
Józefa Graszka (ur. 1909 w Skierniewicach, zm. 1991) – polska śpiewaczka ludowa, bajarka ziemi łowickiej, laureatka Nagrody Kolberga.

## Życiorys
Była solistką Zespołu Pieśni i Tańca Ziemi Skierniewickiej. Wyróżniała się mocnym, czystym głosem. Znała dużą ilość przyśpiewek weselnych i dożynkowych, pieśni miłosnych, ballad, pieśni okolicznościowych i religijno-patriotycznych. Odtwarzała z pamięci dawne ludowe przysłowia, gadki, opowieści, czasami przeplatając je śpiewem. Czasem do opowieści dodawała nowe treści o aktualnych wydarzeniach. 
Józefa Graszka występowała jako solistka wraz kapelą na imprezach folklorystycznych, m.in. w Płocku, Łowiczu, Łodzi, Krakowie, Warszawie, Kielcach, Rzeszowie i innych miastach w Polsce. Jej śpiew nagrywało Polskie Radio. Nagrania prezentowano w audycjach radiowych redakcji ludowej na falach Polskiego Radia Programu I i Programu II.
W 1990 otrzymała Nagrodę Kolberga w kategorii folklor muzyczno-taneczny.

## Nagrania
- Bajkę O chłopcu, wilku i lisim wojsku opowiedzianą przez Józefę Graszkę nagrał redaktor PR Marian Domański podczas jej występów na Festiwalu Śpiewaków i Kapel Ludowych w Kazimierzu Dolnym w 1974 roku[4].

- Pojedynczą przyśpiewkę do obertasa granego przez kapelę wybitnego skrzypka Stanisława Klejnasa z Raducza koło Skierniewic można usłyszeć na płycie winylowej „Grajcie dudy, grajcie basy” wydanej przez Polskie Nagrania w 1979 roku[5].

- Cztery przyśpiewki Oj lubię tańczyć poleckę a lubie i uobertasa, Oj zagrajze mi, zagraj na skrzypeckach coś ładnego, Nie bede ja żytka żeła, bo by mi sie kiecka zgieła oraz A gdzie idzies kobito, do stodoły po żyto znalazły się na kompakcie „Songs And Music From Various Regions” wydanej przez Polskie Nagrania[6].

- Pieśń pasterska Za stodołą pasła bydło w jej wykonaniu pojawiła się na płycie kompaktowej „Od narodzin do śmierci” nr  23. z serii Muzyki Źródeł Polskiego Radia[7]. Przyśpiewkę zaprezentowała wraz z kapelą Klejnasa na płycie nr 29. „Muzyka Źródeł. Stanisław Klejnas”[8].